# Little Falls (Nova York)
Little Falls és una població dels Estats Units a l'estat de Nova York. Segons el cens del 2000 tenia 5.188 habitants.

## Demografia
Segons el cens del 2000, Little Falls tenia 5.188 habitants, 2.339 habitatges, i 1.277 famílies. La densitat de població era de 527,1 habitants per km².
Dels 2.339 habitatges en un 25% hi vivien nens de menys de 18 anys, en un 37,4% hi vivien parelles casades, en un 12,5% dones solteres, i en un 45,4% no eren unitats familiars. En el 39,6% dels habitatges hi vivien persones soles el 21,5% de les quals corresponia a persones de 65 anys o més que vivien soles. El nombre mitjà de persones vivint en cada habitatge era de 2,15 i el nombre mitjà de persones que vivien en cada família era de 2,86.
Per edats la població es repartia de la següent manera: un 21,8% tenia menys de 18 anys, un 7,6% entre 18 i 24, un 24,9% entre 25 i 44, un 21,7% de 45 a 60 i un 24,1% 65 anys o més.
L'edat mediana era de 42 anys. Per cada 100 dones de 18 o més anys hi havia 81,4 homes.
La renda mediana per habitatge era de 23.965 $ i la renda mediana per família de 34.583 $. Els homes tenien una renda mediana de 28.807 $ mentre que les dones 21.040 $. La renda per capita de la població era de 15.139 $. Entorn del 9,3% de les famílies i el 16,6% de la població estaven per davall del llindar de pobresa.